# Lawrence Dewan
Lawrence Dewan OP (* 22. März 1932 in North Bay; † 12. Februar 2015 in Ottawa) war ein kanadischer katholischer Theologe.

## Leben
Er erwarb den BA in Toronto (1953); den MA (Philosophie) in Toronto (1955); den Ph.D. (Philosophie: The doctrine of being of John Capreolus. A contribution to the history of the notion of esse) in Toronto 1967; den BA (Theologie) am Dominican College (1974) und den MA (Theologie) 1976. Seit 1974 war er Mitglied der Fakultät des Dominican University College, wo er von 1984 bis 1990 auch als Vizepräsident fungierte. Von 1983 bis 1989 war er Gastprofessor für Philosophie am Pontifical Institute of Mediaeval Studies und an der Universität von Toronto; in der School of Philosophy der Catholic University of America von 1990 bis 1997 und 2005 am International Theological Institute.

## Schriften (Auswahl)
- Form and being. Studies in Thomistic metaphysics.Washington, DC 2006, ISBN 0-8132-1461-0.
- Wisdom, law, and virtue. Essays in Thomistic ethics. New York 2008, ISBN 0-8232-2796-0.